# ポール・ソールズ
ポール・ソールズ（Paul Soles、1930年8月11日 - 2021年5月26日）は、カナダの性格俳優、声優、テレビのパーソナティ。本名はポール・ロバート・ソールズ（Paul Robert Soles）。

## 活動
ソールズは1964年にテレビ放送された特別番組「ルドルフ 赤鼻のトナカイ」のハーミィの声として知られ、1966年に放送されたテレビアニメ「マーベル・スーパーヒーローズ」でハルクの分身であるブルース・バナーと彼の相棒であるリック・ジョーンズの声を担当していた。ソールズはまた、1967年に放送されたスパイダーマンで同名のキャラクターの声を担当し、1970年代のCBCパネルクイズ番組「ディス・イズ・ザ・ロー」でザ・ロー・ブレイカー役を演じ、カナダのお昼のドラマ「リバー・デール」でコスタス・スタブロス役を演じた。2001年には、幾つかの役を引き継いでいる。また、2008年の映画「インクレディブル・ハルク」でピザ店のオーナーであるスタン・リーを演じた。その他の映画でも、「Ticket to heven」（1981年）、「Just The Way You Are」（1984年）、「ケビン・コスナーのガンランナー」（1989年）などでも活躍を見せている。
ソールズは、2006年にミニアニメ「Terminal City」での役柄でジェミニ賞を受賞
。2017年にはコメディ番組「My 90-Year-Old Roommate」で、俳優としての演技が素晴らしかったとしてカナダ・スクリーン・アワードを受賞している。

## 声優での活動
ソールズは、1960年代から1990年代まで数々のテレビアニメやアニメ映画などに出演している。
また、2005年のテレビアニメ「Funpak」のコミッショナーの声を担当し、1972年の作品「The Wonderful Stories of Professor Kitzel」ではナレーターを務め、2005年のアニメ映画「ハイジ」（日本未公開）ではルブー博士の声を担当している。
そしてまた、アカデミー賞にノミネートされて輝いたアニメーション・ドキュメンタリー「The Colours of My Father: A Portrait of Sam Borenstein」でナレーションを務めた。
2011年のテレビアニメ「detentinaire」では、マックス・ウェルの声を演じている。
2021年5月26日に死去、満90歳没、死因は睡眠中による自然死。

## その他での活動
彼はカナダのCBCテレビの深夜のコメディ・トーク番組「カナダ・アフター・ダーク」に出演、ニュースマガジン番組「テイク30」では、案内役のアンナ・キャメロンやエイドリアン・クラークソンなど共に18シリーズに渡り共演を果たしている。また、1960年代の初めにCFPL-TVのゲーム番組「Take Your Choice（テイク・ユア・チョイス）」を1年間だけ主催していたことがある。
ソールズ氏は、ドキュメンタリーのプロデューサーでもあった。彼は「The World Around Us」というシリーズに取り組み、1960年代の初めにイギリスの撮影クルーと旅をし、イギリス生活での様々な側面を撮ったのである。ソールズは、デニーズ・ゴールデン、ジム・プラント、トム・アシュウェル、ジョン・ボイントンなどといった人たちと協力しあった。

## 家族
ソールズと妻のルーシーには、複数の子供と孫がいる。ソールズはバーナード・コワンのいとこであり、1960年代のオリジナルアニメシリーズ「スパイダーマン」などで共演している。

## 吹き替え声優
彼はアニメや映画など数々の作品に出演しているが、彼が出演している作品に日本語吹き替え版が作られた際、声優の北村弘一（スコアのダニー役）、間宮康弘（インクレディブル・ハルクのスタン・リー役）が吹き替えを務めており、アニメとしてはスパイダーマンでは、富山敬→田中秀幸（ピーター・パーカー役）、加藤治（ライノ、キングピン役）などがいる。ルドルフ 赤鼻のトナカイでは、八代駿→津久井教生→高坂宙（ハーミィ役）がいる。

## 出演

### テレビアニメ
- ルドルフ 赤鼻のトナカイ（ハーミィ）
- ロケット・ロビンフッド
- マーベル・スーパーヒーローズ（ブルース・バナー、アットゥマ、リック・ジョーンズ）
- スパイダーマン（ピーター・パーカー[8]、バルチャー（初代）、ライノ、キングピン）
- アイアンマン
- スパイダーウーマン

### 映画
- ケビン・コスナーのガンランナー （ローブマン）
- スコア（ダニー）
- インクレディブル・ハルク（スタンリー）

### 吹き替え

#### アニメ
- 日米合作版キングコング